# 参議院一人区
参議院一人区（さんぎいんいちにんく）とは、日本の参議院議員通常選挙における定数2人・改選数1人の選挙区。

## 概説
改選議席が1人となるため、実質的な小選挙区である。二大政党制に近づくと、一人区は第一与党と第一野党の2つの政党で争われることが比較的多くなる。そのため、地域政党を除くと中小政党の当選は稀で、立候補も複数人区に比べると少ない傾向にある。
大政党にとっては、自党候補が一人区で当選することは対立党候補の落選につながる。参議院選挙では府県別の選挙における一人区の数が多いことから、一人区の勝敗が選挙全体の鍵を握るとされている。55年体制以降では自由民主党が圧倒的に強く、結党から2022年までの23回の選挙で、9割以上獲得が9回、8割以上獲得が13回、過半数獲得は21回に達し、過半数割れは2回に過ぎない。そのため、一人区で自民党が苦戦すると、全体の結果にも直結することになる。自民党が一人区で過半数を取れなかった1989年参院選における日本社会党のマドンナ旋風、2007年参院選における民主党の民主旋風では、いずれも全体の選挙結果で参議院与野党逆転（ねじれ国会）が起こっている。
参議院選挙の地方区は府県単位が原則とされており、一人区は人口が少ない県の選挙区に置かれるため、一人区は、地方と呼ばれるような地域に多く置かれている。また府県別の議員定数の関係から一票の格差の問題が発生し、参議院選挙地方区制は都会よりも地方の意見が反映されやすい状況に拍車をかけている。
参議院議員通常選挙が行われる年に補欠選挙を行うべき事由が生じた場合は、定数2人の選挙区では6年任期の議員と3年任期の議員の当選枠が二人の選挙区となるため、選挙時においては厳密には一人区にならない。また複数人区における補欠選挙で1人選出することになった選挙区については、補欠選挙が特別な事情によって発生したため一人区とは呼ばれない。
1947年参院選では半数改選ではなく全員選出の選挙のため、最低選出選挙区は二人区（1位が6年任期で、2位が3年任期）であり、一人区は存在しなかった。最初の一人区は1947年8月11日に投票日となった滋賀県選挙区の補欠選挙（3年任期なので、1950年までの任期）である。
通常選挙としては1950年参院選から一人区が始まっている。
2016年度の選挙から、鳥取県・島根県、高知県・徳島県が合区され、参議院合同選挙区となる。

### 参議院一人区の例
参議院一人区（32選挙区）
| - 青森県（1947年 - ） - 岩手県（1947年 - ） - 宮城県（2016年 - ） - 秋田県（1947年 - ） - 山形県（1947年 - ） - 福島県（2013年 - ） - 栃木県（2007年 - ） - 群馬県（2007年 - ） | - 山梨県（1947年 - ） - 新潟県（2016年 - ） - 富山県（1947年 - ） - 石川県（1947年 - ） - 福井県（1947年 - ） - 長野県（2016年 - ） - 岐阜県（2013年 - ） - 三重県（1947年 - ） | - 滋賀県（1947年 - ） - 奈良県（1947年 - ） - 和歌山県（1947年 - ） - 鳥取県・島根県（2016年 - ） - 岡山県（2001年 - ） - 山口県（1947年 - ） - 徳島県・高知県（2016年 - ） - 香川県（1947年 - ） | - 愛媛県（1947年 - ） - 佐賀県（1947年 - ） - 長崎県（1947年 - ） - 熊本県（2001年 - ） - 大分県（1947年 - ） - 宮崎県（1947年 - ） - 鹿児島県（2001年 - ） - 沖縄県（1971年 - ） |

かつての参議院一人区
- 鳥取県（1947年 - 2013年）
- 島根県（1947年 - 2013年）
- 徳島県（1947年 - 2013年）
- 高知県（1947年 - 2013年）

### 過去の参議院一人区での勝敗
| 回 | 年     | 与 党 | 野 党 | 計 | 詳細                                                                          | 備考                                                             |
| -- | ------ | ----- | ----- | -- | ----------------------------------------------------------------------------- | ---------------------------------------------------------------- |
| 2  | 1950年 | 11    | 14    | 25 | 自由11、社会6、無所属5（保守系3、革新系2）、国民民主2、緑風1                  |                                                                  |
| 3  | 1953年 | 13    | 12    | 25 | 自由10、無所属7（保守系6、革新系1）、緑風5、左社1、改進1、日本教職員政治連盟1 |                                                                  |
| 4  | 1956年 | 20    | 5     | 25 | 自民19、社会4、無所属2（保守系1、革新系1）                                    |                                                                  |
| 5  | 1959年 | 21    | 4     | 25 | 自民20、社会2、緑風2、保守系無所属1                                           |                                                                  |
| 6  | 1962年 | 23    | 2     | 25 | 自民22、社会2、保守系無所属1                                                  |                                                                  |
| 7  | 1965年 | 21    | 4     | 25 | 自民21、社会4                                                                 |                                                                  |
| 8  | 1968年 | 22    | 3     | 25 | 自民20、社会3、保守系無所属2                                                  |                                                                  |
| 9  | 1971年 | 18    | 8     | 26 | 自民17、社会8、保守系無所属1                                                  | 沖縄が1人区として追加                                            |
| 10 | 1974年 | 25    | 1     | 26 | 自民24、無所属2（保守系1、革新系1）                                           |                                                                  |
| 11 | 1977年 | 24    | 2     | 26 | 自民23、社会2、国政に新風を送る会1                                            |                                                                  |
| 12 | 1980年 | 24    | 2     | 26 | 自民24、革新共闘会議1、革新系無所属1                                          |                                                                  |
| 13 | 1983年 | 24    | 2     | 26 | 自民24、社会1、革新共闘会議1                                                  |                                                                  |
| 14 | 1986年 | 25    | 1     | 26 | 自民23、無所属3（保守系2、革新系1）                                           |                                                                  |
| 15 | 1989年 | 3     | 23    | 26 | 連合10、社会9、自民3、革新系無所属3、革新共闘会議1                            |                                                                  |
| 16 | 1992年 | 25    | 1     | 26 | 自民24、社大1、保守系無所属1                                                  |                                                                  |
| 17 | 1995年 | 19    | 5     | 24 | 自民12、新進5、無所属5（保守系4、革新系1）、社会1、さき1                      | 宮城・岐阜が1人区から2人区へ                                     |
| 18 | 1998年 | 16    | 8     | 24 | 自民15、無所属8（保守系1、革新系1、その他6）、自由1                           |                                                                  |
| 19 | 2001年 | 25    | 2     | 27 | 自民25、自由1、無所属1                                                        | 岡山・熊本・鹿児島が2人区から1人区へ                             |
| 20 | 2004年 | 14    | 13    | 27 | 自民14、民主9、無所属4（革新系1、その他3）                                    |                                                                  |
| 21 | 2007年 | 6     | 23    | 29 | 民主17、自民6、無所属5（革新系1、その他4）、国新1                             | 栃木・群馬が2人区から1人区へ                                     |
| 22 | 2010年 | 8     | 21    | 29 | 自民21、民主8                                                                 |                                                                  |
| 23 | 2013年 | 29    | 2     | 31 | 自民29、社大1、無所属1                                                        | 福島・岐阜が2人区から1人区へ                                     |
| 24 | 2016年 | 21    | 11    | 32 | 自民21、民進7、無所属4（革新系1、その他3）                                    | 宮城・新潟・長野が2人区から1人区へ、鳥取・島根と徳島・高知が合区 |
| 25 | 2019年 | 22    | 10    | 32 | 自民22、立憲1、国民1、無所属8（革新系1、その他7）                             |                                                                  |
| 26 | 2022年 | 28    | 4     | 32 | 自民28、立憲2、国民1、無所属1（革新系）                                       |                                                                  |
| 27 | 2025年 | 14    | 18    | 32 | 自民14、立憲8、国民3、無所属7（保守系1、革新系1、その他5）                    |                                                                  |